# 抗ウイルス薬

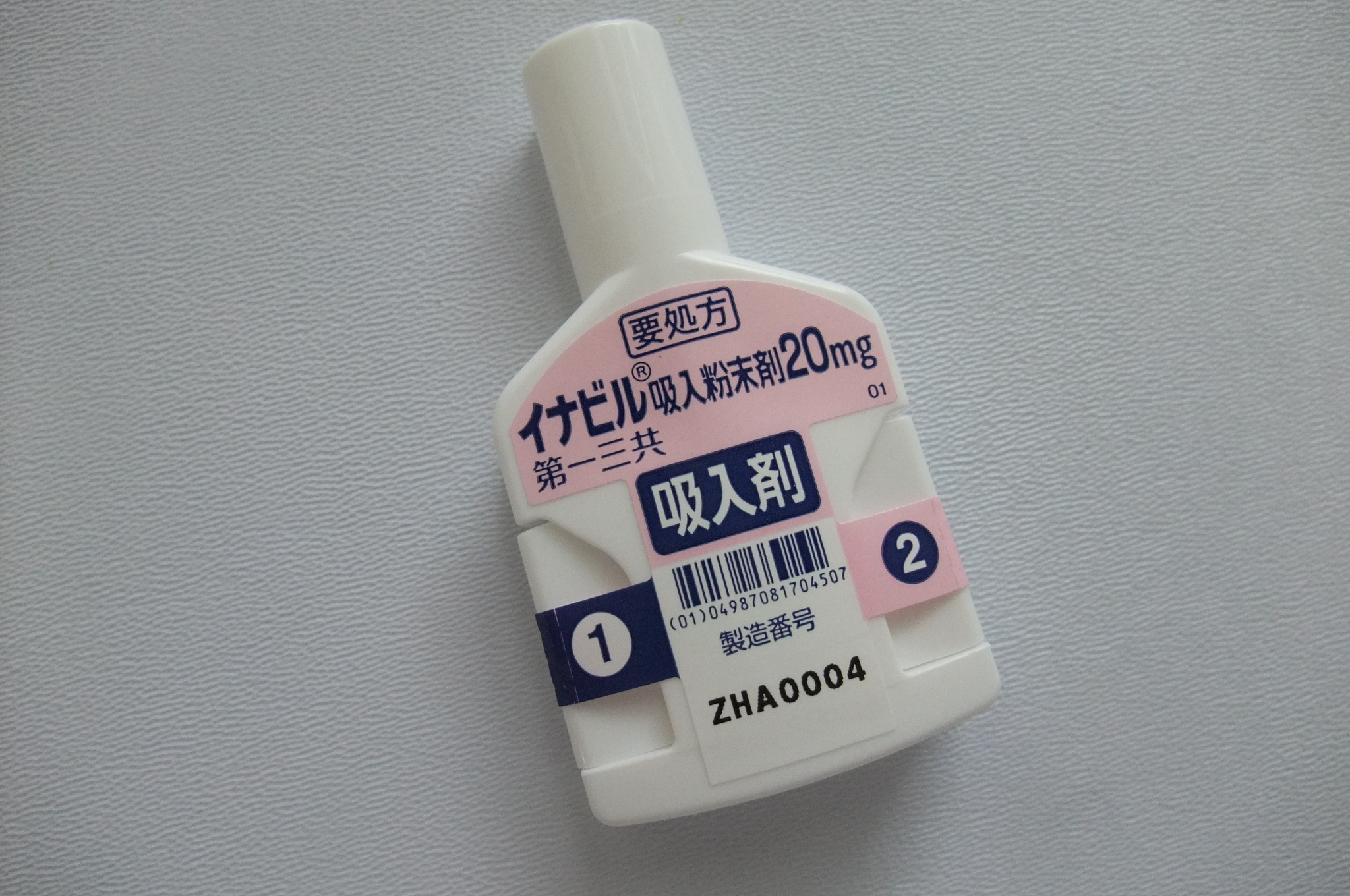
抗インフルエンザ薬「イナビル」

抗ウイルス薬（こうウイルスやく、英: Antiviral drug）は、ウイルス感染症の治療薬。抗ウイルス薬による治療薬の副作用として、抗体価が上昇せず（獲得免疫能が低下）再感染率が増加することが挙げられる。

## 薬理
ウイルスが細胞に寄生し、暗黒期を経て新しいウイルス粒子を形成し、宿主細胞を脱出するサイクルの一部プロセスを阻害することで、あるいは人体の抗ウイルス免疫機構に介入することで、ウイルス性疾患の治療を行う療法である。ウイルスは自身の細胞を有しないため、細菌など病原体の細胞を直接破壊する抗生物質療法と、薬理学的性格が大きく異なる。
抗菌薬は殺菌スペクトラムによるとはいえ、複数菌種に対する抗菌活性を持つことが多い。これは、抗菌薬が標的とする細菌は、真核生物である人体の細胞と大きく異なる一定の分子生物学的な共有形質を有し、これを利用して細菌細胞の生理的過程を阻害し、細菌細胞を死に至らしめているからである。
しかしウイルスは、進化の系譜が細胞を有する生物とは著しく異なり、個々のウイルスの分子生物学的な形質の多様性は著しく高い。そのため、それぞれの生活環、転写因子が異なっており、それぞれに対する治療薬が必要となる。

## 種類

### インフルエンザ治療薬
- ノイラミニダーゼ阻害薬
- M2プロトンチャネル阻害薬
- RNAポリメラーゼ阻害薬
- エンドヌクレアーゼ阻害薬

### ヒト免疫不全ウイルス（HIV）感染症治療薬
日本で認可されているHIV感染症/後天性免疫不全症候群治療薬は、以下が存在する（取り消し線を施したものは既に販売中止になったもの）。
- 核酸系逆転写酵素阻害剤（Nucleoside analogue RT Inhibitor:NRTI）
  - アジドチミジン、ジドブジン（AZT）商品名（認可年）以下同:レトロビル (1987)　　
  - ジダノシン（ddI）　ヴァイデックス (1992)
  - ジダノシン（ddI-EC）　ヴァイデックスEC (2001)
  - ザルシタビン（ddC）　ハイビッド (1996)
  - サニルブジン（d4T）　ゼリット (1997)
  - ラミブジン（3TC）　エピビル (1997)、ラバミコム
  - ジドブジン/ラミブジン（AZT/3TC）　コンビビル (1999)
  - アバカビル（ABC）　ザイアジェン (1999)
  - テノホビルジソプロキシルフマル酸塩（TDF）　ビリアード (2004)
  - エムトリシタビン（FTC）　エムトリバ (2005)
  - アバカビル/ラミブジン（ABC/3TC）　エプジコム (2005)
  - テノホビルジソプロキシルフマル酸塩/エムトリシタビン（TDF/FTC）　ツルバダ (2005)
  - テノホビルアラフェナミドフマル酸塩/エムトリシタビン（TAF/FTC）　デシコビ (2016)
- 非核酸系逆転写酵素阻害剤（Non-Nucleoside RT Inhibitor:NNRTI）
  - ネビラピン（NVP）　ビラミューン(1998-2025)
  - エファビレンツ（EFV）　ストックリン (1999-2024)
  - デラビルジン（DLV）　レスクリプター (2000)
  - エトラビリン（ETV）　インテレンス (2008-2024)
  - リルピビリン（RPV）　エジュラント (2012)、リカムビス (2022)
  - リルピビリン/テノホビルアラフェナミドフマル酸塩/エムトリシタビン（RPV/TAF/FTC）　オデフシィ (2018)
  - ドラビリン（DOR）　ピフェルトロ (2020)
- プロテアーゼ阻害剤（Protease Inhibitor:PI）
  - インジナビル（IDV）　クリキシバン (1997)
  - サキナビル（SQV）　インビラーゼ (1997)
  - サキナビル（SQV-SGC）　フォートベイス (2000)
  - リトナビル（RTV）　ノービアソフトカプセル (1999)、ノービアリキッド (1998)
  - ネルフィナビル（NFV）　ビラセプト (1998)
  - アンプレナビル（APV）　プローゼ (1999)
  - ロピナビル/リトナビル（LPV/RTV）　カレトラソフトカプセル (2000)、カレトラリキッド (2000)、カレトラ錠 (2006)
  - アタザナビル（ATV）　レイアタッツ (2003-2024)
  - ホスアンプレナビル （FPV）　レクシヴァ (2005-2024)
  - ダルナビル（DRV）　プリジスタ (2007)
  - ダルナビル/コビシスタット（DRV/COBI）　プレジコビックス (2016)
  - ダルナビル/コビシスタット/テノホビル アラフェナミドフマル酸塩/エムトリシタビン　（DRV/COBI/TAF/FTC）　シムツーザ (2019)
- インテグラーゼ阻害剤（Integrase Strand Transfer Inhibitor：INSTI）
  - ラルテグラビル（RAL）　アイセントレス (2008)
  - エルビテグラビル（EVG）　スタリビルド（EVGにコビシスタット（COBI：RTV誘導体, booster）、ツルバダ（FTC/TDF）を加えた4剤からなる合剤）(2013-2022)、ゲンボイヤ（EVG/COBI/TAF/FTC）(2015)
  - ドルテグラビル（DTG）　テビケイ (2014)、トリーメク（DTG/ABC/3TC） (2015)、ジャルカ（DTG/RPV） (2018)、ドウベイト（DTG/3TC） (2020)
  - ビクテグラビル（BIC）　ビクタルビ（BIC/TAF/FTC）(2019)
  - カボテグラビル（CAB）　ボカブリア (2022)
- 侵入阻害剤（CCR5阻害剤）
  - マラビロク（MVC）　シーエルセントリ (2008)
- カプシド阻害薬
  - レナカパビル（LEN）　シュンレンカ (2023)

日本で治験中の抗HIV治療薬は以下が存在する。
- 融合阻害剤（Fusion Inhibitor:FI）
  - エンフュヴィルタイド (T-20)　フューゼオン(未記載)